# Pygopodidae
I pigopòdidi (Pygopodidae Boulenger, 1884) sono una famiglia di squamati apodi (cioè privi di zampe) appartenenti ai gechi, il cui areale copre l'Australia, buona parte della Nuova Guinea e altre isole vicine.

## Descrizione
I pigopodidi non hanno arti anteriori, possiedono però arti posteriori vestigiali sotto forma di piccoli lembi appiattiti. Questi potrebbero avere un ruolo nel corteggiamento e nel comportamento difensivo e potrebbero anche aiutare nella locomozione tra la vegetazione.
Anche se la mancanza di zampe può ricordare il corpo di un serpente, i due taxa non sono strettamente imparentati (l'antenato comune più recente è vissuto intorno ai 190 milioni di anni fa), e le somiglianze sono per lo più dovute alla convergenza evolutiva.
Così come altre specie di gechi, hanno palpebre trasparenti che non si possono muovere e che puliscono leccandole.

## Distribuzione e habitat
I pigopodidi sono presenti nell'ecozona australasiana e limitatamente all'Australia, alla Nuova Guinea e alla Nuova Britannia. Sono assenti dalla Tasmania e dall'estremo sud-est e dalle foreste pluviali della costa orientale dell'Australia. In Nuova Guinea e Nuova Britannia sono limitati ai bassipiani.
Alcuni generi sono fossori (Aprasia e Ophidiocephalus), mentre altri sono invece adattati a muoversi tra fitti strati di Triodia o altra vegetazione (Pygopus, Paradelma e Lialis), specie del genere Pygopus sono state trovate su piante fino a 1,5 m dal suolo. Le specie di Aclys, Delma e Pletholax si possono sia trovare sottoterra che nella vegetazione.

## Biologia

### Alimentazione
La maggior parte si ciba di artropodi, anche se le specie del genere Delma si nutrono esclusivamente di altri squamati e quelle di Lialis possano a volte mangiare altri pigopodidi. Pygopus lepidopodus si nutre di ragni, Pygopus nigriceps di scorpioni e Aprasia di formiche.

### Predazione
Sono cacciati dal gheppio australiano e dall'aquila minore australiana, da serpenti elapidi, varani, gatti ferali e dalle invasive volpi rosse.

### Riproduzione
Sono specie solitarie, si possono a volte ritrovare in gruppi, forse per riprodursi. Sono ovovivipari con tempi di incubazione compresi tra i 66 e i 77 giorni. Le specie che vivono in climi temperati si accoppiano in primavera e le uova si schiudono in estate.

## Tassonomia e filogenesi

### Filogenesi

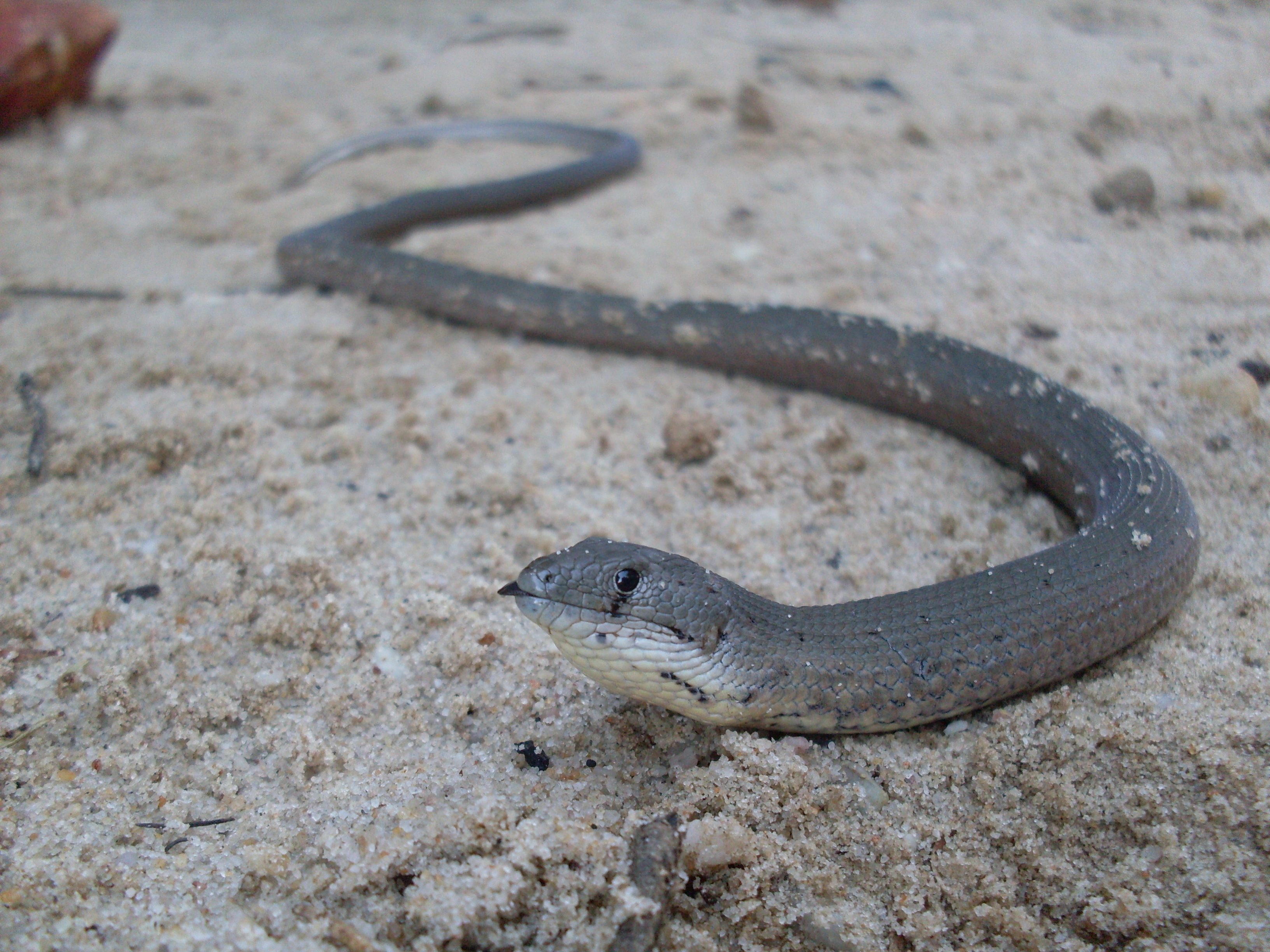
Pygopus lepidopodus

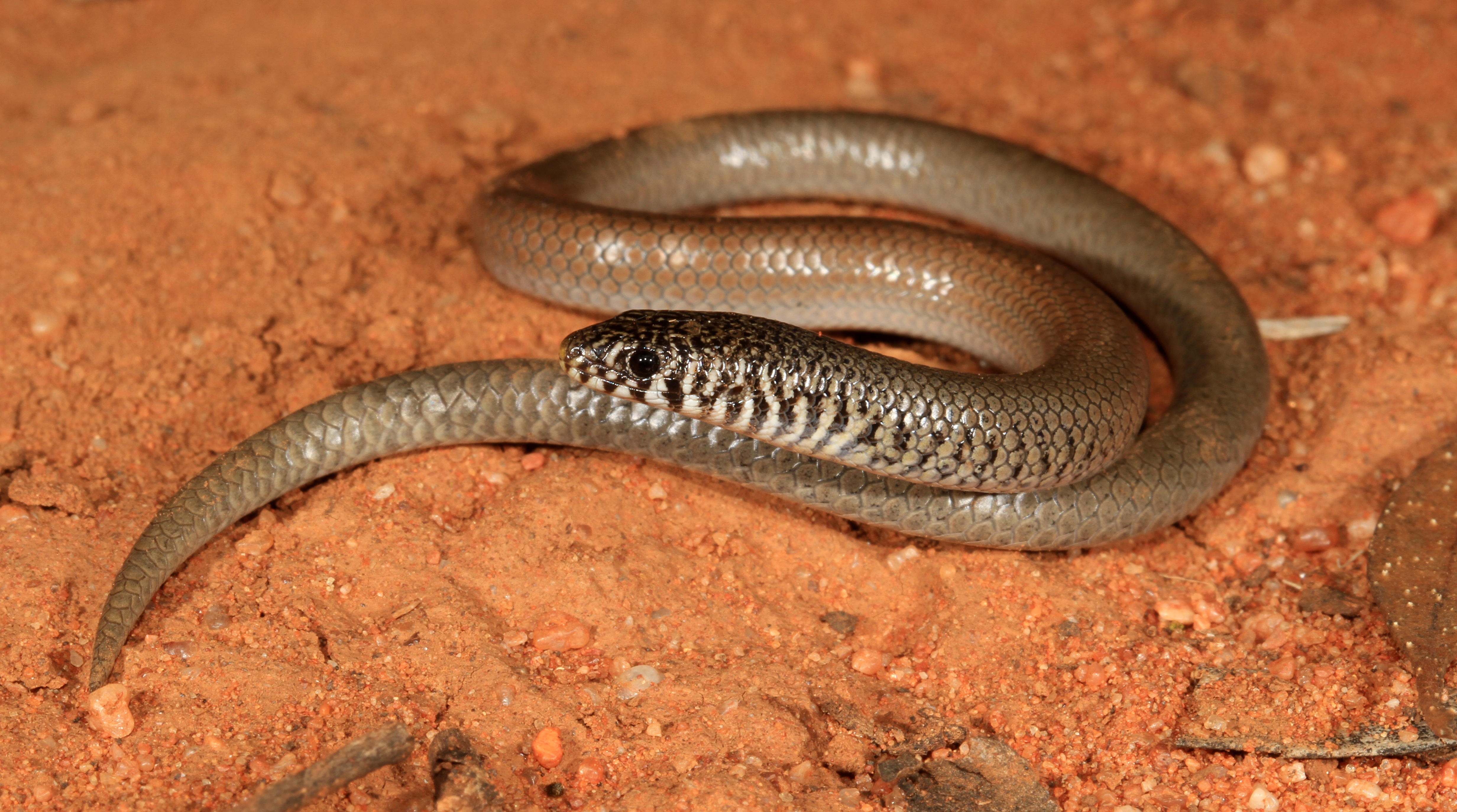
Delma australis

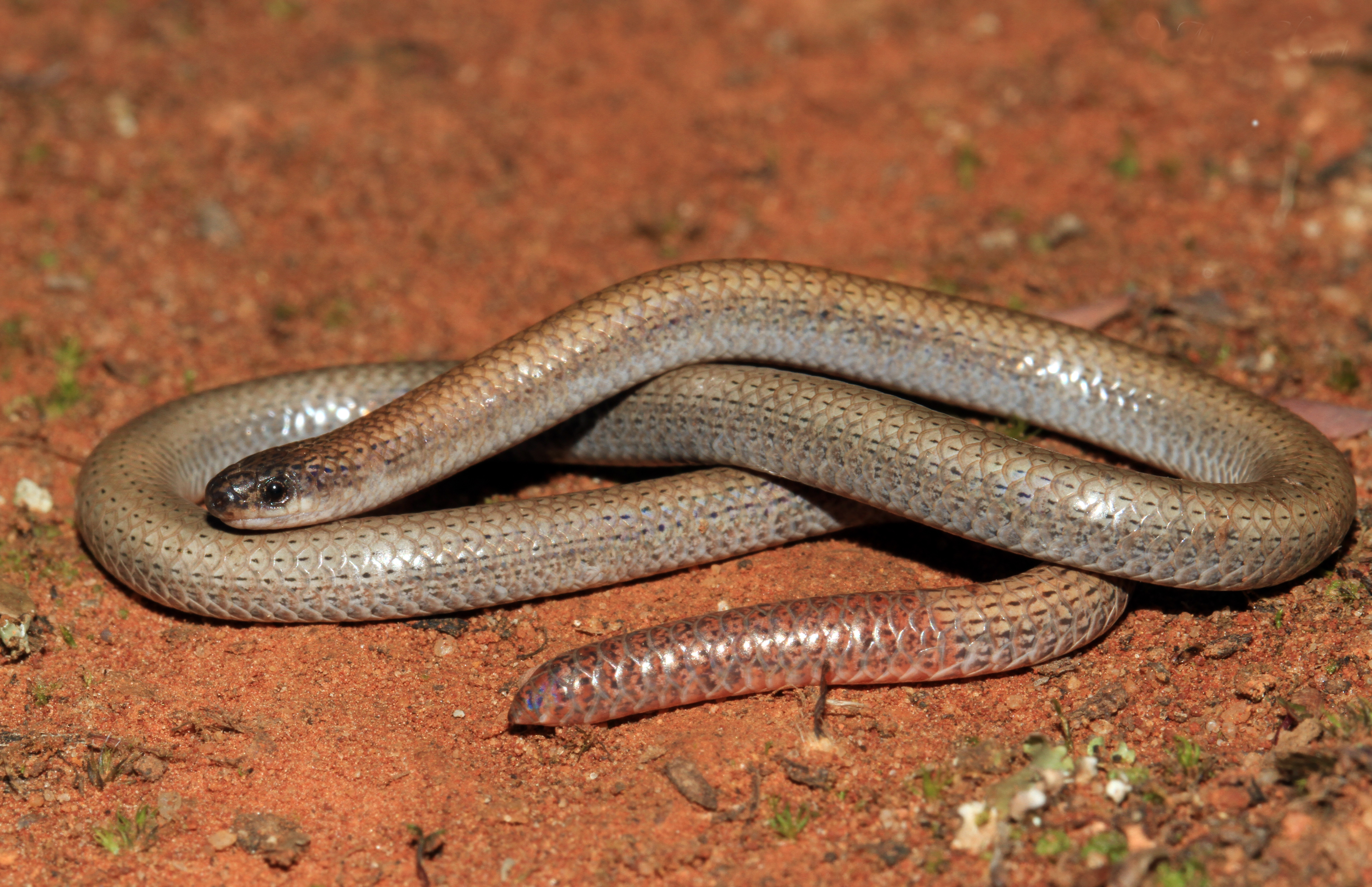
Aprasia parapulchella

Pygopodidae è una delle varie famiglie tassonomiche di gechi, in particolare è strettamente imparentata ad altre due famiglie diffuse anch'esse in Oceania: Carphodactylidae e Diplodactylidae.

### Classificazione
La famiglia Pygopodidae è composta da 47 specie divise in 7 generi diversi:
- Famiglia Pygopodidae Boulenger, 1884
  - Sottofamiglia Pygopodinae Boulenger, 1884
    - Genere Paradelma Kinghorn, 1926 (monotipico)
      - Paradelma orientalis (Günther, 1876)

    - Genere: Pygopus Merrem, 1820
      - Pygopus lepidopodus (Lacépéde, 1804)
      - Pygopus nigriceps (Fischer, 1882)
      - Pygopus robertsi Oliver, Couper, e Amey, 2010
      - Pygopus schraderi Boulenger, 1913
      - Pygopus steelescotti James, Donnellan, e Hutchinson, 2001

    - Genere: Delma Gray, 1830
      - Delma australis Kluge, 1974
      - Delma borea Kluge, 1974
      - Delma butleri Storr, 1974
      - Delma concinna (Kluge, 1974)
      - Delma desmosa Maryan, Aplin, e Adams, 2007
      - Delma elegans Kluge, 1974
      - Delma fraseri Gray, 1831
      - Delma grayii Smith, 1849
      - Delma haroldi Storr, 1987
      - Delma hebesa Maryan, Adams, e Aplin, 2015
      - Delma impar (Fischer, 1882)
      - Delma inornata Kluge, 1974
      - Delma labialis Shea, 1987
      - Delma mitella Shea, 1987
      - Delma molleri Lütken, 1863
      - Delma nasuta Kluge, 1974
      - Delma pax Kluge, 1974
      - Delma petersoni Shea, 1991
      - Delma plebeia De Vis, 1888
      - Delma tealei Maryan, Aplin, e Adams, 2007
      - Delma tincta De Vis, 1888
      - Delma torquata Kluge, 1974
      - Delma vescolineata Mahony, Cutajar, e Rowley, 2022

  - Sottofamiglia Lialisinae Gray, 1841
    - Tribù Lialisini Boulenger, 1884
      - Genere Lialis Gray, 1835
        - Lialis burtonis Gray, 1835
        - Lialis jicari Boulenger, 1903

    - Tribù Aprasiaini Gray, 1893
      - Sottotribù Pletholaxini
        - Genere Pletholax Cope, 1864 (monotipico)
          - Pletholax gracilis (Cope, 1864)

      - Sottotribù Aprasiaini
        - Genere Aprasia Gray, 1839
          - Aprasia aurita Kluge, 1974
          - Aprasia clairae Maryan; How, e Adams, 2013
          - Aprasia haroldi Storr, 1978
          - Aprasia inaurita Kluge, 1974
          - Aprasia litorea How e Adams, 2013
          - Aprasia parapulchella Kluge, 1974
          - Aprasia picturata Smith e Henry, 1999
          - Aprasia pseudopulchella Kluge, 1974
          - Aprasia pulchella Gray, 1839
          - Aprasia repens (Fry, 1914)
          - Aprasia rostrata Parker, 1956 (sinonimo: Aprasia fusca)
          - Aprasia smithi Storr, 1970
          - Aprasia striolata Lütken, 1863
          - Aprasia wicherina Marayan, Adams, e Aplin, 2015

        - Genere Ophidiocephalus Lucas e Frost, 1897 (monotipico)
          - Ophidiocephalus taeniatus Lucas e Frost, 1897